# Manuel Latusa
Manuel Latusa (* 23. Jänner 1984 in Wien) ist ein ehemaliger österreichischer Eishockeyspieler, der für den EC KAC, EC Red Bull Salzburg und die Vienna Capitals in der Österreichischen Eishockey-Liga auflief.

## Karriere
Latusa, der aus der Jugend des Wiener EV stammt, sammelte seine ersten Erfahrungen als Eishockey-Profi beim EC KAC, wechselte aber 2001, nachdem er mit den Klagenfurtern 2001 österreichischer Meister geworden war, wieder in seine Heimatstadt zu den Vienna Capitals. Dort entwickelte er sich schnell zum Stammspieler und gewann in der Saison 2004/05 mit der Mannschaft nach einer herausragenden Saison den Meistertitel. 2006 nahm er am KELLY’S All-Star-Game der ÖEHL teil. In der Folge wurde das Team jede Saison zu einem großen Anteil neu aufgebaut. Im Zuge dieses Prozesses verließ auch Latusa die Mannschaft nach sieben Jahren und unterzeichnete 2008 einen Vertrag beim EC Red Bull Salzburg, wo er bis heute spielt. Mit den Roten Bullen gewann er 2010, 2011, als er bester Torschütze der Playoffs war, 2014, 2015 und 2016 weitere Meistertitel. Dabei reichte 2014 bereits die Teilnahme am Playoff-Finale, da der siegreiche Endspielgegner HC Bozen als italienische Mannschaft zwar den Liga-, aber nicht den Landesmeistertitel gewinnen konnte. 2010 gewann er mit den Salzburgern den Continental Cup. Ein Jahr später gelang dann der Sieg bei der European Trophy. Zwischen 2014 und 2016 gewann er mit dem Salzburger Team drei österreichische Meistertitel in Folge.
Im April 2018 beendete er seine Karriere.

### International
Nach der Jahrtausendwende war Latusa lange Zeit ein Fixstarter bei den Junioren-Nationalteams und nahm an den U18-Weltmeisterschaften 2001 und 2002 in der Division I sowie den 2003 in der Division I und 2004 in der Top-Division teil. Sein Debüt in der Nationalmannschaft der Senioren gab er zwar bereits am 9. April 2003 in Skalica bei der 1:5-Niederlage gegen die Slowakei. Aber erst im Jahr 2010 wurde er erstmals bei einer Weltmeisterschaft eingesetzt, wo er in fünf Spielen in der Division I zwei Tore zum Aufstieg des Teams in die Topgruppe beitrug. Anschließend nahm er 2011, 2013 und 2015 an den Weltmeisterschaften der Top-Division teil. 2012 spielte er mit den Alpenländlern erneut in der Division I und trug als bester Torschütze, bester Stürmer und Mitglied des All-Star-Teams entscheidend zum sofortigen Wiederaufstieg seiner Mannschaft in die Top-Division bei. Zudem vertrat er seine Farben bei der Qualifikation für die Olympischen Winterspiele 2014 und den Spielen in Sotschi selbst.

## Erfolge und Auszeichnungen
- 2001 Österreichischer Meister mit dem EC KAC
- 2005 Österreichischer Meister mit den Vienna Capitals
- 2006 Teilnahme am KELLY’S All-Star-Game
- 2010 Österreichischer Meister mit dem EC Red Bull Salzburg
- 2010 Gewinn des Continental Cups mit dem EC Red Bull Salzburg
- 2011 Österreichischer Meister mit dem EC Red Bull Salzburg
- 2011 Bester Torschütze der Playoffs in der Österreichischen Eishockey-Liga
- 2011 European-Trophy-Gewinn mit dem EC Red Bull Salzburg
- 2014 Österreichischer Meister mit dem EC Red Bull Salzburg
- 2015 Österreichischer Meister mit dem EC Red Bull Salzburg
- 2016 Österreichischer Meister mit dem EC Red Bull Salzburg

### International
- 2003 Aufstieg in die Top-Division bei der U20-Weltmeisterschaft der Division I, Gruppe B
- 2010 Aufstieg in die Top-Division bei der Weltmeisterschaft der Division I, Gruppe A
- 2012 Aufstieg in die Top-Division bei der Weltmeisterschaft der Division I, Gruppe A
- 2012 Bester Stürmer, bester Torschütze (gemeinsam mit Robert Dowd) und Mitglied des All-Star-Teams der Weltmeisterschaft der Division I, Gruppe A

## Karrierestatistik

### International
(Legende zur Spielerstatistik: Sp oder GP = absolvierte Spiele; T oder G = erzielte Tore; V oder A = erzielte Assists; Pkt oder Pts = erzielte Scorerpunkte; SM oder PIM = erhaltene Strafminuten; +/− = Plus/Minus-Bilanz; PP = erzielte Überzahltore; SH = erzielte Unterzahltore; GW = erzielte Siegtore; 1 Play-downs/Relegation; Kursiv: Statistik nicht vollständig)